# La Cherté des vivres
La Cherté des vivres est un  film muet français réalisé par Alfred Machin (douteux), sorti en 1911.

## Fiche technique
- Réalisation : Alfred Machin
- Société de production : Pathé Frères
- Pays : France
- Format : Muet - Noir et blanc - 1,33:1 - 35 mm
- Métrage : 165 m
- Genre :  Comédie
- Date de sortie : 
  - France : octobre 1911

Sources : Fond. JérômeSeydoux et IMDb